# Петренко, Марина Васильевна
Марина Васильевна Петренко (род. 19 января 1987, Симферополь, Крымская область, Украинская ССР, СССР) — российская актриса театра и кино, продюсер, режиссёр, сценарист.

## Биография
Родилась 19 января 1987 года в Симферополе. В 14 лет дебютировала в фильме Юрия Ильенко «Молитва за гетмана Мазепу». Играла в украинских сериалах и кинолентах. Снималась в фильме Павла Санаева «На игре» в 2008 году и его продолжении «На игре: новый уровень» в 2010 году, где исполнила главную женскую роль.
В 2008 году окончила факультет международных отношений Киевского международного университета. В 2007 году поступила в школу-студию МХАТ на курс Романа Козака и Дмитрия Брусникина, который окончила в 2011 году.
С 2009 года снимается в российских телесериалах, таких как: «Женские мечты о дальних странах», «Каменская 6», «Только ты», «Группа счастья», «Раскол».
В начале 2011 года хореограф Алла Сигалова вместе с режиссёром Юрием Ерёминым занялись постановкой спектакля «Casting/Кастинг» в театре им. Моссовета. Петренко была утверждена на одну из главных ролей в спектакле. Премьера состоялась в марте 2011 года.
В 2011 году закончились съёмки 16-серийного художественного фильма «20 лет без любви», в котором Петренко сыграла главную роль. Фильм вышел на телеканале «Россия-1» в 2012 году.
С 2013 года — генеральный продюсер телефильма «Наследие» производства продюсерского центра «ИВАН»..
В 2016 году вышел фильм режиссёра Марины Мигуновой «Наваждение», в котором Петренко сыграла главную роль Юлии Вербер.
В собственности особняк стоимостью не менее 5,5 млрд рублей в Серебряном Бору площадью 1700 м², компания «Венди-Проект» (49 %), компания «Маруся продакшн».
В 2023 году поступила на Высшие курсы сценаристов и режиссёров имени Г. Н. Данелии (мастерская игрового кино А. Б. Мурадова и А. М. Добровольского).

## Фильмография

### Актёрские работы
| Год       |   | Название                        | Роль                                          |
| --------- | - | ------------------------------- | --------------------------------------------- |
| 2002      | ф | Молитва о гетмане Мазепе        | Люба, дочь Кочубея в юности                   |
| 2006      | с | Возвращение Мухтара 3           | Лада                                          |
| 2006      | ф | Дикари                          | Имя персонажа не указано                      |
| 2006      | с | Пять минут до метро             | Даша Матвиенко                                |
| 2007      | ф | Молчун                          | пассия Локтева                                |
| 2007      | ф | Свои дети                       | медсестра                                     |
| 2007—2008 | с | Татьянин день                   | Имя персонажа не указано                      |
| 2009      | ф | На игре                         | Рита                                          |
| 2010      | с | Женские мечты о дальних странах | Галя / Юля                                    |
| 2010      | ф | На игре 2. Новый уровень        | Рита                                          |
| 2011      | с | 20 лет без любви                | Лера Кричевская                               |
| 2011      | с | Группа счастья                  | Ирина, актриса                                |
| 2011      | с | Каменская 6                     | Екатерина Сомова                              |
| 2011      | с | Раскол                          | княгиня Урусова                               |
| 2011—2018 | с | Только ты                       | Катя Минская                                  |
| 2012      | с | Бигль                           | Зина, невеста Ильи                            |
| 2012      | ф | Джентльмены, удачи!             | Ирина Владимировна Славина, лейтенант полиции |
| 2013      | с | Выхожу тебя искать 2            | Женя Петрова                                  |
| 2013      | с | Человек ниоткуда                | Ирина                                         |
| 2014      | с | Дело чести                      | Карина                                        |
| 2015—2017 | с | Квест                           | Марина                                        |
| 2015      | с | Новогодний Пассажир             | Лилия                                         |
| 2015      | с | Паук                            | Даша Белых                                    |
| 2019      | с | А. Л. Ж. И. Р.                  | Лариса Вербо                                  |
| 2019      | ф | Герой                           | Зотова, сотрудница СВР                        |
| 2019      | ф | Миллиард                        | Ирина                                         |
| 2021      | ф | Архипелаг                       | Лилиан                                        |
| 2021      | с | Собор                           | Екатерина I                                   |
| 2022      | ф | Оливье                          | Саша                                          |
| 2023      | ф | День слепого Валентина          | Кира                                          |
| 2023      | ф | Человек ниоткуда                | Екатерина                                     |
| 2024      | с | Зло                             | Наташа                                        |
| 2025      | с | На сопках Маньчжурии            | Ольга Ильинична                               |
| 2025      | с | Разящий луч                     | Вера Малышева                                 |
| 2025      | с | Александр I                     | Жозефина                                      |
| 2025      | с | Берлинская жара                 | Ханнелоре                                     |

### Режиссёрские работы
| Год  | Фильм         | Доп. информация                                     |
| ---- | ------------- | --------------------------------------------------- |
| 2024 | Вояжёр        | Короткометражный фильм; также выступила сценаристом |
| 2024 | Неизбежность  | Короткометражный фильм; также выступила сценаристом |
| 2024 | Перфекционист | Короткометражный фильм; также выступила сценаристом |

## Награды и премии
- 2024 — Гран-при за лучший танцевальный фильм на VII Всероссийском фестивале искусства кино и музыки «Кинопозитив Fest» (фильм «Неизбежность»)[8]
- 2025 — Приз фестиваля Short Film Factory в номинации «Музыка и танец» за фильм «Неизбежность»[9]
- 2025 — Приз конкурса короткометражных фильмов кинофестиваля «Западные ворота» за фильм «Неизбежность» — за цельность и лаконичность режиссёрского решения[10]
- 2025 — Приз короткометражного конкурса фестиваля современного кино «Алафейская гора» в номинации «Лучший сценарий» за фильм «Вояжёр» (вместе с Еленой Гаркуновой)[11]